# Starateljsko područje Pacifičkih Otoka
Starateljsko područje Pacifičkih Otoka bilo je starateljsko područje Ujedinjenih naroda u Mikroneziji (zapadni Pacifik) kojim su upravljale SAD od 18. srpnja 1947. Područje je uključivalo bivše Južnopacifičko mandatno područje, odnosno mandatno područje Lige naroda kojim je upravljao Japan, a koje su SAD zauzele 1944. godine. 21. listopada 1986. SAD je okončao svoju upravu nad područjem Maršalovih Otoka. Američka uprava na otocima Chuuk, Yap, Kosrae, Pohnpei, te Marijanskim otocima okončana je 3. studenog iste godine. Za ova područja UN je formalno okončao starateljstvo 22. prosinca 1990. godine. 25. svibnja 1994. UN je okončao starateljstvo i za područje Palaua, nakon čega su se SAD i Palau sporazumijeli oko uspostave nezavisnosti 1. listopada iste godine.
Područje je danas podjeljeno na četiri dijela:  
- Republiku Maršalovi Otoci koja je uspostavljena 1979. i koja je potpisala Sporazum o dobrovljnom udruživanju sa SAD-om (stupio na snagu 21. listopada 1986.).
- Savezne Države Mikronezije koja je uspostavljena 1979. i koja je potpisala Sporazum o dobrovljnom udruživanju sa SAD-om (stupio na snagu 3. studenog 1986.).
- Zajednicu Sjevernomarijanskih otoka uspostavljena 1978. kao zajednica u političkoj uniji sa SAD-om.
- Republiku Palau uspostavljena 1981. i koja je potpisala Sporazum o dobrovljnom udruživanju sa SAD-om (stupio na snagu 1. listopada 1994.).